# Paolo Tramezzani
Paolo Tramezzani, né le 30 juillet 1970 à Castelnovo ne' Monti, est un défenseur de football professionnel puis entraîneur italien.

## Biographie
Après deux courts passages en 2017 et en 2020, Paolo Tramezzani signe pour un troisième passage en tant qu'entraîneur du FC Sion le 9 octobre 2021.
Le défenseur Quentin Maceiras dit de lui que « sa prestance et son aura imposent le respect ».
Le 21 novembre 2022, Paolo Tramezzani quitte ses fonctions au FC Sion. Son équipe s'était lourdement inclinée (2-7) une semaine plus tôt.